# Phukot
Phukot (en népalais : फुकोट) est un comité de développement villageois du Népal situé dans le district de Kalikot. Au recensement de 2011, il comptait 5 334 habitants.